# Boston Manufacturing Company
La Boston Manufacturing Company est une société textile américaine créée par Francis Cabot Lowell à Boston en 1813, et qui a contribué à l'industrialisation des États-Unis et à la création du système de Waltham.

## Histoire
La Boston Manufacturing Company est l'héritière de la « Beverly Cotton Manufactory », basée à Beverly, dans le Massachusetts, depuis 1788, qui appartenait à la famille de Francis Cabot Lowell. En 1793, Samuel Slater crée une autre usine et en 1810 Francis Cabot Lowell visite la région textile du Lancashire, en Angleterre, ce qui lui permet d'importer en Amérique les technologies des premiers entrepreneurs du coton britannique. 
En 1812, il crée l'entreprise à Boston et en 1813 les Associés de Boston rachètent le site de Waltham (Massachusetts), près de la Rivière Charles. Une deuxième usine ouvre à côté de la seconde en 1816. Alors que le système dit « de Rhode Island » se limitait à réaliser à l'usine le cardage et le filage, le tissage étant réalisé à la main dans les villages, celui de Waltham l'intègre dans le même bâtiment. Ses ouvrières, très jeunes, sont appelées les Lowell Mill Girls.
En 1817, l'année du décès de Francis Cabot Lowell, la Boston Manufacturing Company émet des actions, alors que la Bourse de Boston n'est pas encore formée. Les actions sont réservées à un groupe d'investisseurs riches et puissants, parmi lesquels le sénateur James Lloyd, Christopher Gore, Israel Thorndike et Harrison Gray Otis.

### Augmentation du nombre d'actionnaires
En 1820, le chiffre d'affaires atteint 260 658 dollars. Le capital initial de 100 000 dollars, réparti en 100 actions distribuées à 12 personnes, a été quadruplé, chaque actionnaire exerçant son droit d'appel. Il est décidé de créer 200 nouvelles actions, dont 50 distribuées aux actionnaires existants, qui ont de plus une option de souscription pour les 150 autres, dont le prix est fixé à 150 dollars. Christopher Gore et six nouvelles personnes rejoignent les douze associés d'origine.
Les dividendes sont très tôt très élevés: en moyenne 19,5% entre 1817 et 1821, puis 27,5% en 1822, année de l'ouverture d'un nouveau site industriel sans la ville de Lowell (Massachusetts).
Le nombre d'actionnaires passe à 74 en 1828 et à 110 en 1836, un an après l'ouverture de la Bourse de Boston. En 1846, ils ne sont que 118, et 43 d'entre eux se répartissent entre 8 familles, les actionnaires d'origines transmettant leurs titres aux enfants et petits-enfants. Une autre société textile, la Merrimack Company, qui n'avait que 5 actionnaires à sa création en 1822 en a 390 en 1842.
Nathan Appleton, l'un des premiers actionnaires de la Boston Manufacturing Company, décède avec une fortune de 8 000 000 dollars, et des participations dans pas moins de 36 sociétés textiles différentes.